# كاميرون لورانس (سائق سباق)
كاميرون لورانس (بالإنجليزية: Cameron Lawrence)‏ هو سائق سباق أمريكي، ولد في 7 أغسطس 1992 في أورلاندو في الولايات المتحدة.

## وصلات خارجية
- الموقع الرسمي
- كاميرون لورانس على موقع Racing-Reference.info (الإنجليزية)